# 普雷塞列
普雷塞列（義大利語：Preseglie），是意大利布雷西亚省的一个市镇。总面积11平方公里，人口1585人，人口密度144.1人/平方公里（2009年）。国家统计（ISTAT）代码为017153。